# Crassula ankaratrensis
Crassula ankaratrensis (лат.) — вид суккулентных растений рода Толстянка (Crassula) семейства Толстянковые (Crassulaceae), естественно произрастающий на территории Мадагаскара.

## Название
Родовое латинское название Crassula происходит от латинского слова crassus, — «толстый», в основном из-за присутствия у растений этого рода сочных листьев.
Видовой эпитет указывает на происхождение вида, относящегося к горному региону в центральной части Мадагаскара — Анкаратр.

## Описание
Многолетнее травянистое растение, полукустарник, с волосистыми стеблями диаметром 1-2 мм.
Цветки одиночные, расположенные в пазухах, примерно 10 мм в длину, голые. Цветоножка цилиндрическая, длиной 10-20 мм, чашечка достигает 5,5-6 мм в длину, трубка 0,8-1 мм, а острые ланцетные доли чашелистиков - 4,5-5 мм. Свободные лепестки бывают белыми или розовыми, продолговатыми и тупыми на кончиках, а верхушка достигает длины около 10 мм и ширины 4,5-5 мм. Тычинки имеют длину 6-7 мм, а желтые железы - около 0,5 мм в цилиндрической форме. Завязи длиной 5,5-6 мм, а столбики - около 2,5 мм. Семена представляют собой эллипсоидной формы зерна, длиной около 0,5 мм.
Растение отличается от Crassula cordifolia черешковой листвой и одиночными пазушными цветками длиной около 10 мм, а также более длинными цветоножками. В отличие от Crassula nummulariifolia (син. Crassula alsinoides) оно характеризуется более короткими черешками, цветками длиной около 10 мм и цветоножками длиной 10-20 мм.

## Таксономия
Crassula ankaratrensis Desc., первое упоминание в J. Bot. Soc. Bot. France 38: 11 (2007).